# Култура на Естония
Културата на Естония комбинира местно наследство, представено от уралския език на страната със северноевропейски културни аспекти. Поради историята и географията си естонската култура е повлияна от традициите на народите от съседните земи – финландски, балтийски, славянски и германски – както и от културното развитие в бившите доминирали я страни – Швеция и Русия. Традиционно Естония е област на съперничество между западна и източна Европа на много нива. Пример за това геополитическо наследство е изключителната комбинация от различни национално признати християнски традиции – западни (католическа и протестантска) и източна (православна). Символизмът на границата на изтока и запада в Естония е добре илюстриран на обратната страна на банкнотата от 5 кроони. Както преобладаващите култури в останалите северноевропейски страни, естонската култура може да бъде разглеждана като основана на аскетични реалности на околната среда и традиционни средства за препитание, наследство от относително широко разпространен егалитарианизъм, породен от практически подбуди (вж. „право на свободно придвижване“ и „право на глас“) и идеалите за близост до природата и самодостатъчност.

## Изкуства

### Музика
Въпреки относително кратката ѝ музикална история, днес Естония е уважавана за музикантите си. Качественото образование на класическите музиканти, получили образованието си в страната, води до висок процент диригенти и певци на световно ниво. Естонската музика получава видимост като част от националното романтично движение.
Модерната естонска поп музика също е обект на внимание в чужбина, особено рок и метъл групите, сред които са Vanilla Ninja и Metsatöll, Kerli и композитори като Арво Перт.

### Изобразително изкуство
Музеят на изкуството в Естония е главният национален музей на изобразителното изкуство и има голяма колекция от естонско изкуство в постоянната си изложба. Основан е на 17 ноември 1919 година и получава първата си постоянна сграда – двореца Кадриорг (Kadriorg), построен през XVIII век – през 1921 година. Днес дворецът бива използван за показване на чуждестранно изкуство, докато нов музей, построен за специално за целта, наречен Куму (Kumu) съдържа и показва основните експонати от музея.
Някои от по-известните естонски художници са Йохан Кьолер, Антс Лайкма (Ants Laikmaa), Паул Рауд (Paul Raud), Евалд Окас (Evald Okas), Кристян Рауд (Kristjan Raud) и Конрад Меги (Konrad Mägi). 

### Театър
Историята на театъра в Естония започва през 1784 година, когато Аугуст фон Котцебю основава аматьорска театрална група в Талин. Повечето от постановките по това време са комедии за развлечение на местните балтийски германски благородници. През 1809 година е основан професионален театър със собствена сграда в Талин. Репертоарът е най-вече на немски език, но са изпълнявани и пиеси на естонски и руски. 
След векове крепостничество, под което естонското население попада след Ливонския поход, крепостничество е отменено в Естония през 1816 година. Първото естонско музикално общество, Ванемуине (Vanemuine) е основано през 1865 година. Пиесата на Лидия Коидула (Lydia Koidula) „Братовчедът от Сааремаа“, поставена от Ванемуине отбелязва раждането на естонския театър.
Ванемуинско общество е оглавявано от Аугуст Вийра (August Wiera) от 1878 до 1903 година. През 1906 година е построена нова сграда за него, а Карл Менинг става директор на театъра. Играят се пиеси от драматурзи като Хенрик Ибсен, Герхарт Хауптман, Максим Горки, Аугуст Кицберг (August Kitzberg), Оскар Луц (Oskar Luts) и Едуард Вилде (Eduard Vilde).
Естонският театър е оперна и концертна зала в Талин. Построена е като сграда от национален интерес, а строежът е воден от естонското общество през 1913 година. Отворен е за публиката на 24 август и е най-голямата сграда в Талин за времето си.
През 2004 година има 20 театъра в Естония.  46% от градското и 40% от селското население посещава театри през 2009 година. 

### Кино и телевизия
Филмовата индустрия в Естония е зародена през 1896 година, когато в Талин са прожектирани първите „движещи се картини“.  Първият киносалон отваря врати през 1908 година.  Първият местен документален филм е изготвен през 1908 година, документиращ посещението на шведския крал Густав V в Талин. Първият естонски документален филм е създаден от Йоханес Пеесуке (Johannes Pääsuke) през 1912 година, последван от краткия филм „Лов на мечки в Пернумаа“ (Karujaht Pärnumaal) през 1914 година.
Първият пълнометражен филм („Сянка на миналото“, с режисьор Константин Мерска (Konstantin Märska)) е създаден през 1924 година. Филмът „Млади орли“ (Noored kotkad) на Теород Лутс от 1927 година е считан за крайъгълен камък в естонското кино. 
През 1960-те години, историята на принц Габриел (Vürst Gabriel ehk Pirita kloostri viimsed päevad) от естонския писател Едуард Борнхьое е превърната в сценарий за филм от Арво Валтон. Григори Кроманов е избран за режисьор на Последната реликва (Viimne reliikvia), който е издаден през 1969 от Талинфилм (Tallinnfilm).
През 1997 година Естонското министерство на културата основава Естонската филмова фондация. През 2007 година в Естония са създадени около 10 пълнометражни филми, сред които Сюгисбал (Sügisball) на Вейко Оунпуу (Veiko Õunpuu), който получава наградите за най-добър режисьор на Солунския филмов фестивал и Международния филмов фестивал в Братислава, както и наградата Venice Horizons Award на 64-тия международен филмов фестивал във Венеция. Филмът „Георг“ на Пеетер Сим (Peeter Simm) е филм за живота на легендарния естонски певец Георг Отс (Georg Ots).
Най-успешният естонски режисьор на анимационни филми е Приит Перн (Priit Pärn),  печелил голямата награда на Международния анимационен фестивал в Отава през 1998 година за Нощ на морковите (Porgandite öö)
Естонската телевизия (Eesti Televisioon или ETV) е националната обществена телевизия на Естония. Излъчва се от 19 юли 1955 година.

### Архитектура
Архитектурната история на Естония най-вече отразява модерното ѝ развитие в Северна Европа. Средновековния стар град на Талин е в Списъка на световното наследство на ЮНЕСКО. В страната има няколко уникални повече или по-малко запазени хълмови укрепления, датирани към предхристиянските времена, голям брой добре запазени средновековни замъци и църкви, а провинцията е все още белязана от присъствието на огромен брой феодални имения от предишните векове.

## Образование
Историята на формалното образование в Естония започва в 13–14 век, когато са основани първите училища в манастири и катедрали. Първият буквар на естонски е отпечатан през 1575 година. Най-старият университет е Тартуския университет, член на Коимбърската група, който е основан от шведския крал Густав II Адолф през 1632 година. През 1919 година за първи път са преподавани университетски курсове на естонски език.
Днес образованието в Естония е разделено на общо, професионално и образование като хоби. Образователната система има четири нива, които включва предучилищно, основно, вторично и високо образование. Създадена е широка мрежа от училища и поддържащи образователни институции. Естонската образователна система се състои от държавни и общински, обществени и частни образователни институции. Съществуват около 590 училища в Естония.
Бент Готфрид Форселиус (Bengt Gottfried Forselius, ок. 1660–1688) е основателят на общественото образование в Естония. Той е автор на първия учебник по естонски и създател на система за правопис, която улеснява обучението по и учененето на естонски език.

## Начин на живот

### Исторически аспекти
Територията на модерна Естония е населявана от същите народи като днес, най-вече говорещи естонски език, но някои малцинства, като руското, са имигрирали в последните години. Преди Великата северна война се счита, че Естония се намира в периферията на Шведската империя и след това е включена в Руската империя и по-късно в Съветския съюз. Въпреки че е управлявана от Швеция и Русия и въпреки че балтийските германци, които управляват Естония се радват на сериозна автономия поради административния език немски, местното население запазва езика и културата си.
Формирането на по-дефинирана естонска културна идентичност в модерния смисъл е ускорено през XIX век по време на периода на общ национален романтизъм и национализъм в Европа. Поддръжката на отделна естонска идентичност от немскоговорещите естофили във висшата класа на естонското общество води до Естонската ера на пробуждането.

### Народ
Днес естонското общество насърчава равенството и либерализма, с обществена подкрепа на идеалите на държавата, обезпечаваща социални грижи за всички, обезкуражава неравенството на богатството и разделението в социални класи. Протестантския работен морал все още е сигнификантен културен елемент, въпреки влошаването му в Съветската ера. Свободното образование е високо ценена институция.
Традиционното занимание на естонците е земеделието, както на повечето европейци. До първата половина на XX век естонското общество е аграрно, но в модерните времена естонците приемат все повече градския начин на живот. През 2013 година главният експорт на втория по големина град в страната, Тарту, е софтуер. Все пак много естонци поддържат привързаност към селския начин на живот, близък до природата, и е често срещан обичай ваканциите да се прекарват в лятна вила в провинцията.

### Семейна структура
Естонският семеен живот в днешни дни е центриран около ядреното семейство. Членове на разширеното семейство обикновено живеят разделени, а младите търсят назависимост и обикновено напускат домовете на родителите си на около 20-годишна възраст.
Процентът на разводите е близък до 60%. Естония има един от най-високите проценти самотни родители в Европа. Средният процент на самотните родители в Европа е 13% през 2009 година, докато в Естония 19% от семействата с под 18-годишни деца имат един родител. През 2006 година процентът пада на 16%. Това може да се дължи на цялостния спад на броя родени деца.
Еднополови връзки са легално, но няма законодателна подкрепа на еднополови бракове. В Съветския съюз еднополовите връзки са нелегални, което води до липса на толерантност към тях от хора, родени в Съветския съюз. През 2013 година младите хора клонят към по-голяма толерантност към еднополови връзки отколкото родителите им.

### Обичаи, празници и традиции
Естонските празници са основани най-вече на западния християнски календар и протестантските традиции.
Забележителна традиция е Яанипеев (Jaanipäev), естонското лятно слънцестоене, което включва празнуване в не-градска среда, палене на големи огньове на открито (jaanilõke) и участие в пиянски гуляи.
Част от традицията на Яаниохту (Jaaniõhtu) е поставянето на картофи, традиционна естонска храна, под въглените на току-що догорелия огън сутринта. След няколко часа, когато картофите са сготвени под топлите въглени, картофите се вадят, белят и изяждат докато са горещи.
Традициите, свързани с лятното слънцестоене, включват различни заклинания за любов като събирането на различен брой от различни видове цветя и поставянето им под нечия възглавница, след което се вярва, че човекът би видял бъдещия си партньор или бъдещата си партньорка в съня си. Друга традиция, свързана с Яаниохту е търсенето на буболечки, наречена яааниус (jaaniuss).
Естонската Коледа, Йоулуд (Jõulud), принципно е сходна със северно- и централноевропейските традиции, включващи коледни дръвчета, адвентни календари и трационни храни, които се ядат само на Коледа. Коледа е най-празнуваният, ценен и комерсиализиран празник в Естония. Честванията започват на 23 декември, продължават на Бъдни вечер (24 декември) и деня на Коледа (25 декември). В училищата и на много работни места има ваканция до Нова година.
Естонският ден на независимостта се чества на 24 февруари и е национален празник.

### Храни и напитки
Традиционно естонската кухня е проста селска храна, но днес е повлияна от много страни и включва много типично международни храни. Най-типичните храни за Естония са черен хляб, херинга с кисел крем, свинско, картофи и млечни продукти. Естонците считат кървава наденица (verivorst) и кисело зеле „типично естонски храни“, но те се ядат най-вече по Коледа.

### Естония като северна страна
Много естонци се считат за северняци, а не за балтийци.  Терминът „Балтийци“ не се отнася към естонците.
Естонският език е тясно свързан с финския и не е свързан с балтийските езици, а естонците като етническа група са фински народ. Северната част на Естония е част от средновековна Дания през XIII–XIV век и е продадена на Тевтонския орден след Въстанието в нощта на свети Георги през 1346 година. Счита се, че името на естонската столица, Талин, произлиза от естонското taani linn, значещо „датски град“. Части от Естония са под датска власт отново през XVI–XVII век, преди да бъдат предадени на Швеция през 1645 година. Естония е част от Шведската империя между 1561 и 1721 година. Шведската ера остава запомнена като „добрите стари шведски времена“. Шведският посланик Даг Хартелиус нарича Естония „северна страна“ по време на речта си на Естонския ден на независимостта (24 февруари) през 2009 година. Това изказване получава голямо отразяване в страната и е считано за огромен комплимент. Освен това министърът на международната търговия на Финландия е цитиран да казва, че Естония е „несъмнено северна страна“.
Започвайки през XIV век, части от естонските северозападен бряг и острови са колонизирани от етнически шведи, които по-късно биват наричани естонски шведи. Основната част от естонското шведско население бяга в Швеция през 1944 година, бягайки от напредващата Червена армия.
Има много думи на фински и естонски, които се пишат по абсолютно еднакъв и произнасят по почти еднакъв начин, но имат напълно различни значения. Много шеги, включително обидни такива, се основават на разликите в значенията на думите. Както финландците, така и естонците, знаят, създават и разбират тези шеги. Въпреки това финския и естонския са достатъчно различни езици, за да не е възможно за човек, говорещ един от тях като майчин, да говори или разбира достатъчно от другия език без да го изучава. Финландците често имат трудност при произнасянето на естонската буква „õ“, а естонците често биват бъркани с финландци заради естонския им акцент. Поради някаква причина, вероятно поради по-големия брой заети думи и изрази от други езици, естонци, които не са учили фински разбират и научават фински по-бързо от финландци, учещи и разбиращи естонски.
През 2005 година Естония влиза в северната бойна група.